# To (tom poetycki)
To – tom poetycki Czesława Miłosza wydany w 2000 w Krakowie przez Społeczny Instytut Wydawniczy „Znak”.
Tom To zawiera wiersze napisane w latach 90. XX w., w większości publikowane wcześniej w czasopismach „Kwartalnik Artystyczny”, „Gazeta Wyborcza”, „Odra”, „Tygodnik Powszechny”, „Zeszyty Literackie” i „Rzeczpospolita”.

## Tytuł
Tom otwiera wiersz tytułowy, w którym autor przedstawia skrajnie pesymistyczny obraz świata, rzeczywistość naznaczoną złem, które jest nie tylko skutkiem przyczyn obiektywnych (choroba, nędza, starzenie się, śmierć), ale i złem spowodowanym przez samego człowieka (bezdomny w mroźnym mieście, Żyd osaczony przez niemieckich żandarmów, nieruchoma twarz opuszczonego na zawsze). „To” jest maską zimnej konieczności, która wtrąca odbiorcę we wrogi porządek natury, z cierpieniami ciała i nieuchronnością śmierci. Inne „to”, przeciwstawiające się zdecydowanie „TO” z pierwszego utworu, pojawia się w zamykającym tom wierszu Jasności promieniste („jednym z najpiękniejszych, jakie wyszły spod pióra Miłosza – jego liryk lozański”), nawiązującym do kolędy Gdy się Chrystus rodzi („Ciemna noc w jasności promienistej brodzi”). Odsyła ono do wiary w zmartwychwstanie oraz ocalenie ducha i materii.

## Charakterystyka
Głównym tematem tomu jest starość i jej świat, podróż ku śmierci i to, co po niej czeka oraz rachunek, jaki czyni człowiek rozmyślając o swoim życiu. Poeta jeszcze raz przywołuje dręczące go kwestie: obecność zła w świecie stworzonym przez Boga (Unde malum?), niemoralność sztuki, okrucieństwo prawdy, ale także rozpamiętywanie przeszłości (Do leszczyny, Zapomnij), zachwyt urodą świata, przygoda zmysłów, jaką jest długie życie (Uczciwe opisanie samego siebie nad szklanką whisky na lotnisku, dajmy na to w Minneapolis, Voyeur,  Na moje 88 urodziny). 
Miłosz rozmawia ze swoimi współczesnymi – żywymi i umarłymi. Zjawiają się tu postaci z kroniki rodzinnej (np. dziadek Zygmunt Kunat), przyjaciele, kobiety, które kochał (Jeanne Hersch). Przywołani zostają poeci polscy: Jarosław Iwaszkiewicz, Aleksander Wat, Zbigniew Herbert, Tadeusz Różewicz i Jan Paweł II i amerykańscy: Philip Larkin, Robert Lowell, Allen Ginsberg. Autor opisuje obrazy Gustava Klimta, Salvatora Rosy, Edwarda Hoppera i pastele Edgara Degasa. Przede wszystkim jednak rozmawia sam ze sobą, tonem monologu, spowiedzi, modlitwy. Do zbioru autor włączył wiersz przypisywany Torquato Tassowi Sicilia sive insula Mirandae.
W 2000 r. książka otrzymała nagrodę miesięcznika „Odra” jako "wybitne, przejmujące prawdą refleksji i olśniewające urodą języka liryczne dzieło".

## Wydania polskie
- Kraków: Znak, 2000, 2001, 2004

## Przekłady na języki obce
- Tai, Vilnius: Strofa, 2002
- Eto, Moskva: Ogi, 2003
- To, Praga/Litomyšl: Paseka, 2003
- Das und andere Gedichte, München/Wien: Carl Hanser Verlag, 2004
- Det. Orfeus och Eurydike, Stockholm: Bromberg, 2004
- Zeh. Shirim, Ra’anana: Even Hoshen Publishing House, Books for Bibliophiles, 2008 (hebr.)
- Towa, Sofia: Kamen Rikiew, 2012
- To, Kordiky: Skalná ruža, 2014 (słowacki)

## Recenzje i omówienia
- Bieńkowska Ewa, Cavanagh Clare, Fiałkowski Tomasz, O zbiorze wierszy "To" Czesława Miłosza, "Zeszyty Literackie" 2001, nr 1, s. 139-144.
- Czabanowska-Wróbel Anna, Łuk życia, „Dekada Literacka” 2000, nr 12, s. 3-4.
- Czapliński Przemysław, Trzy razy to, „Przegląd Polski (Polish Review)” 2000, nr z 27 X s. 6, 15.
- Dłuski Stanisław, Mąż bogobojny i wątpiący klerk. Na 90. urodziny Cz. Miłosza, „Nowa Okolica Poetów” 2001, nr 7, s. 205-207.
- Drzewucki Janusz, Jak rozmawiają poeci, „Rzecz o Książkach” 2000, nr 10, s. D5.
- Drzewucki Janusz, To, co jest w człowieku, „Magazyn Literacki” 2000, nr 10, s. 3.
- Dzień Mirosław, W stronę przerażenia, „Kwartalnik Artystyczny” 2000, nr 4, s. 176-182.
- F--t Aleksander, Zagadkowy punkt, „Rzecz o Książkach” 2000, nr 9, s. D3.
- Grześczak Marian, O! "To" Miłosza, „Twórczość” 2001, nr 6, s. 109-113.
- Kałuża Anna, Kredowe koło autorstwa, „Fa-Art.” 2001, nr 1, s. 64-67.
- Kantorowski Igor, Jak nazwać „To”, „Akant” 2001, nr 4, s. 37-38.
- Kaźmierczyk Zbigniew,  „To” Miłosza, „Tytuł” (Gdańsk) 2000, nr 3, s. 214-220.
- Klejnocki Jarosław, Wiersze zrozumiałe, „Polityka” 2000, nr 39, s. 55-57.
- Koehler Krzysztof, Powrót Czesława Miłosza. Poeci pokolenia "brulionu" o nowym tomiku Miłosza, „Życie” 2000, nr 214, s. 16.
- Kornhauser Julian, Dziennik poetycki (2), „Kwartalnik Artystyczny” 2001, nr 2, s. 106-116.
- Kuczkowski Krzysztof, Wiara w pamięć poezji, „Topos” 2001, nr 1, s. 93-95.
- Kurowicki Jan, Próba wyczarowania ładu, „Autograf” 2001, nr 1, s. 18-20.
- Lebioda Dariusz Tomasz, Pożądanie stworzeń. Poezja Czesława Miłosza u progu nowego stulecia, „Znad Wilii” 2001, nr 3-4, s. 317-333.
- Lektor, Zacieranie śladów, „Tygodnik Powszechny” 2000, nr 39, s. 14.
- Łukasiewicz Jacek, To, czyli niepojęte, „Więź” 2000 nr 11 s. 202-206
- Matuszewski Ryszard, „...i jeszcze z nadzieją...”, „Nowe Książki” 2000, nr 12, s. 54
- Mścisz Ryszard, Miłosz starzeje się młodo, „Fraza” 2001, nr 1-2, s. 296-301.
- Myszkowski Krzysztof, O!, „Kwartalnik Artystyczny” 2000, nr 4, s. 173-176.
- Rutkowski Krzysztof, Co? , „Krasnogruda” 2001, nr 13, s. 41-52.
- Sawicki Stefan, Miłoszowy „oścień”, "Ruch Literacki" 2004, z. 1, s. 87-93.
- Skrendo Andrzej, Co to jest „To”? , „Pogranicza” 2000, nr 5, s. 150-153.
- Stala Marian, Natrafiłem na to. Na marginesie nowego tomu Czesława Miłosza, „Tygodnik Powszechny” 2000, nr 40, s. 1, 12.
- Stankowska Agata, Spowiedź poety, „Res Publica Nowa” 2000, nr 11, s. 77-80.
- Szymańska Adriana, „Mistrz” pokonanej rozpaczy, „Przegląd Powszechny” 2001, nr 1, s. 101-104.
- Tischner Łukasz, Życie spowite snem, „Znak” 2001, nr 6, s. 124-129.
- Van Heuckelom Kris, Czesława Miłosza „niebiańskie rosy czyste”. Glosa do wiersza „Jasności promieniste”, „Orientalia Lovaniensia Analecta” 2003, nr 103, s. 195-209.
- Wencel Wojciech, Mistyka zaścianka, „Fronda” 2000, nr 21-22, s. 368-379.
- Wiedemann Adam, Dusza w doniczce, „Krasnogruda” 2001, nr 13, s. 207-211.
- Zaleski Marek, Wobec tego, „Książki. Gazeta” 2000, nr 9, s. 4.
- Zaworska Helena, Pożądam wszystkiego, „Odra” 2000, nr 12, s. 109-110.